# Achryson uniforme
Achryson uniforme là một loài bọ cánh cứng trong họ Cerambycidae.